# Арсенал-хаус
Арсенал-хаус (Arsenal House), прежде известный как May House (警察總部梅理大樓) — 47-этажный гонконгский небоскрёб, расположенный в округе Сентрал-энд-Вестерн. Имеет четыре подземных этажа. Построен в 2004 году в стиле модернизма на месте снесённого 20-этажного Мэй-хаус (стоимость проекта составила 281,5 млн ам. долл.). В здании располагается штаб-квартира полиции Гонконга (весь полицейский комплекс, расположенный на улице Арсенал-стрит, охватывает также соседние крылья Arsenal House и здание Caine House). Изначально небоскрёб назван в честь Чарльза Мэя — первого британского начальника местной полиции, позже переименован в Арсенал-хаус.